# Noah Cyrus
Noah Lindsey Cyrus (n. 8 ianuarie 2000, Nashville, Tennessee) este o actriță americană, fiica lui Billy Ray Cyrus și Leticiei Cyrus. A primit primul său rol la vârsta de 3 ani, interpretând-o pe Gracie Hebert timp de șase episoade în showul de televiziune Doc.
Ea a apărut ca dansator de fond în filmul din 2009, Hannah Montana: The Movie. A mai jucat roluri mici în șase episoade din Seriile originale ale canalului Disney, Hannah Montana. Cyrus a mai jucat în câteva reclame televizate și a apărut în videoclipul pentru piesa Face of God, a tatălui său Billy Ray Cyrus. Când era întrebată în interviuri, spunea că este inspirată de cariera de cântăreță și de actriță a surorii sale mai mari, Miley Cyrus.

## Familie
Noah Cyrus este cel mai tânăr copil al cântărețului de muzică country Billy Ray Cyrus și al soției sale, Leticia Cyrus. Aceasta mai are cinci frați mai în vârstă, Christopher Cody, Braison Chance, Trace, Miley și Brandi Cyrus.

## Carieră
| An        | Film/Serie                | Rol                                | Note                          |
| --------- | ------------------------- | ---------------------------------- | ----------------------------- |
| 2002-2004 | Doc                       | Gracie Hebert                      | Invitat                       |
| 2003      | Face of God               | Necunoscut                         | Videoclip                     |
| 2006-2008 | Hannah Montana            | Fata mică                          | Recurent (S1-S2)              |
| 2007      | The Emperor's New School  | Copil în mulțime                   | Invitată/voce                 |
| 2008      | Mostly Ghostly            | Colindător                         | Rol minor                     |
| 2009      | Hannah Montana: The Movie | Fată mică                          | Invitat/Dansator de „rezervă” |
| 2009      | Ponyo                     | Ponyo (versiunea în limba engleză) | voce                          |